# بيل مكافي
بيل مكافي هو لاعب كرة قاعدة وسياسي أمريكي، ولد في 7 سبتمبر 1907 في سميثفيل في الولايات المتحدة، وتوفي في 8 يوليو 1958 في كولبيبر في الولايات المتحدة.

## وصلات خارجية
- بيل مكافي على موقعبيزبول رفرنس.كوم (الدوري الرئيسي) (الإنجليزية)